# Якоб Филип Хакерт
Якоб Филип Хакерт (на немски: Jakob Philipp Hackert, всъщност Филип Хакерт), роден на 15 септември 1737 г. в Пренцлау, починал на 28 април 1807 г. в Сан Пиеро ди Караджо, днес Кареджи, квартал на Флоренция, е германски художник пейзажист в стил „класицизъм“

## Биография
Якоб Филип Хакерт започва художественото си обучение в ателието на своя баща Филип Хакерт, починал 1786 г., и при своя чичо, който е бил художник декоратор. През 1758 г. започва да посещава Академията за изящни изкуства в Берлин. Привлича вниманието като художник за първи път през 1761 г. с нарисуването на два ведута.
Барон Адолф Фридрих фон Олтхоф го кани на остров Рюген, в Стокхолм, и в Щралзунд, където Хакерт рисува в градската му къща стенописи, днес адресът е „Ossenreyerstraße 1“, така също и в провинциалната му вила в имението Болдевиц, остров Рюген.
Между 1765 и 1768 г. Хакерт е заедно с Балтазар Антон Дункер в Париж. Там попада под влиянието на художника пейзажист и маринист Клод Жозеф Верне (1714 – 1789). По време на престоя му там той е съпровождан и подкрепян и от гравьора Йохан Георг Виле (1715 – 1808).

## Установяване в Италия
След пътешествия из Нормандия и Пикардия Якоб Хакерт отива заедно със своя брат в Италия, като в Рим и Неапол се среща с меценатите Йохан Фридрих Райфенщайн и Уйлям Хамилтън. По-късно Хакерт пътува из цяла Италия и си създава име на много добър пейзажист. Получава многобройни поръчки от благородници от Европа и през 1768 г. става придворен художник в Неапол, в двора на краля на Неапол – Фердинанд ІV. Там той среща през същата година Йохан Волфганг фон Гьоте, който високо го цени и дори взема уроци при него. След смъртта на Хакерт Гьоте прави каталог на неговите картини, които притежава и пише биография на художника (1811 г.).
По причина на въстанието на лазароните в Неапол (най-бедната прослойка в Неапол, занимаваща се с хамалска и др. работа) Хакерт бяга през Ливорно и Пиза за Флоренция, където през 1803 г. се установява. Купува си малък селски чифлик в съседното селище Сан Пиеро ди Кареджо, днес Караджи, където си прави и ателие.

## Популярност
За своето време Хакерт е изключително популярен художник. За това допринася и фактът, че брат му Георг е изготвял гравюри по някои негови картини. Хакерт е най-уважаваният пейзажист от ранния класицизъм. Но за разлика от своите италиански съвременници, като Франческо Пиранези, които композира героични пейзажи, ведутите на Хакерт се отличават с топографска точност и детайлност.
Особено популярен е Хакерт в Русия. Получава поръчки от императрица Екатерина ІІ, от нейния син и наследник на престола – Павел Петрович, от княз Юсупов.
Граф Григорий Орлов му поръчва три картини за Гатчинския дворец със сюжет от Чесменската битка. Разказва се, че с цел най-достоверно изобразяване на събитията, било позволено да се взриви кораб пред очите на художника. Две от тези платна били унищожени по време на Отечествената война.
Днес картините на Филип Хакерт могат да се видят в Ермитажа, във Военноморския музей, в двореца в град Гатчина, в Петерхоф и в Царское село.

## Място на смъртта
За място на смъртта се ползва информацията от том 7 1966 г. на „Нови немски биографии“, стр. 410. Като място на смъртта в „Градски лексикон на Прецлау и историята в дати“ на издателя Юрген Тайл, Пренцлау, 2005 г., стр. 70 е посочен град Флоренция. Същото място стои и на информационния плакет на паметника на Хакерт в Пренцлау. Не са установени данни, които да налагат корекция в информацията на „Нови немски биографии“.

## Налични фондове от картини
- Норберт Милер, Клаудия Нордхоф: Плодотворната близост между Гьоте и Хакерт. Списък на наличните картини и графики от Якоб Филип Хакерт в сбирките на „Националния музей на Гьоте във Ваймар“. Кореспонденция между Гьоте и Хакерт. Теоретични художествени записки от наследството на Хакерт, Мюнхен, 1997 г.
- Claudia Nordhoff; Hans Reimer: Jakob Philipp Hackert (1737 – 1807). Списък с произведенията на Хакерт, Берлин 1994 г.

## Избрани творби
- „Залата с тапетите в Щралзунд“ – Щралзунд, Осенрайерщрасе 1
- „Аркадия – пейзаж с река“ – музей „Гьоте“, Франкфурт на Майн, 1775 г., масло върху платно
- „Изглед към църквата „Св. Петър“ в Рим“ – музей „Щедел“, Франкфурт на Майн, 1777 г., масло върху платно, 72х90 cm
- „Италиански пейзаж“ – имението Болдевиц на остров Рюген, 1778 г., масло върху платно, 65х88,5 cm
- „Пейзаж с руини на храм на остров Сицилия“ – музей „Ермитажа“, Санкт Петербург, 1778 г., масло върху платно, 123х170 cm
- „Големите водопади край Тиволи“ – музей „Ермитажа“, Санкт Петербург, 1783 г., масло върху пасло, 120х170 cm
- „Есен – беритба на грозде край Сорент“ – музей „Валраф – Рихарц“, Кьолн, около 1784 г., масло върху платно, 97х66 cm
- „Големия водопад в Тиволи“ – музей „Австрийска галерия“, Виена, 1790 г., масло върху платно, 120х196 cm
- „Езерото Аверно“ – музей „Нова пинакотека“, Мюнхен, 1794 г., темперни бои върху хартия и картон, 57,6х83,6 cm
- „Морското пристанище на Пиза“, „Померански краеведски музей“ – Грайфсвалд, 1799 г., масло върху ленено платно, 64,3х96,3 cm
- „Проповедта на монаха“ – частна колекция, Берлин